# Le déserteur (film 1906)
Le déserteur è un cortometraggio del 1906 diretto da Lucien Nonguet.